# Xã Maple Grove, Quận Manistee, Michigan
Xã Maple Grove (tiếng Anh: Maple Grove Township) là một xã thuộc quận Manistee, tiểu bang Michigan, Hoa Kỳ. Năm 2010, dân số của xã này là 1.316 người.